# Urszula Jankowiak
Urszula Jankowiak – polska śpiewaczka operowa (mezzosopran) i pedagog.

## Życiorys
Absolwentka Państwowej Wyższej Szkoły Muzycznej w Poznaniu (klasa śpiewu prof. Ireny Winiarskiej). Solistka Teatru Wielkiego w Łodzi (1981-1985) oraz Teatru Wielkiego w Poznaniu (1985-2012). Występowała również m.in. w Badisches Statstheater w Karlsruhe, Opera du Rhin w Strasbourgu, Operze Krakowskiej, Operze Bydgoskiej. Od 2005 pedagog w Akademii Muzycznej im. Feliksa Nowowiejskiego w Bydgoszczy, gdzie prowadzi klasę śpiewu. W 2020 otrzymała tytuł profesora sztuki.

## Wybrane partie operowe
- Alicja (Łucja z Lammermoor, Donizetti)
- Aza (Manru, Paderewski)
- Cześnikowa (Straszny dwór, Moniuszko)
- Fenena (Nabucco, Verdi)
- Magdalena (Rigoletto, Verdi)
- Olga (Eugeniusz Oniegin, Czajkowski)
- Suzuki (Madame Butterfly, Puccini)